# Llibre dels fets
El Llibre dels fets (en català antic Llibre dels Feyts) o Crònica de Jaume I és la primera de Les quatre grans Cròniques. Sembla que la conquesta de Mallorca (1229) n'impulsà la redacció. Jaume I morí el 1276; així doncs, l'obra degué ser quasi acabada poc abans; malgrat això, les còpies que se'n tenen són posteriors (el manuscrit més antic conservat és de 1343). Encara que fou dictada pel mateix Jaume, l'obra fou redactada per escribes.

## Argument

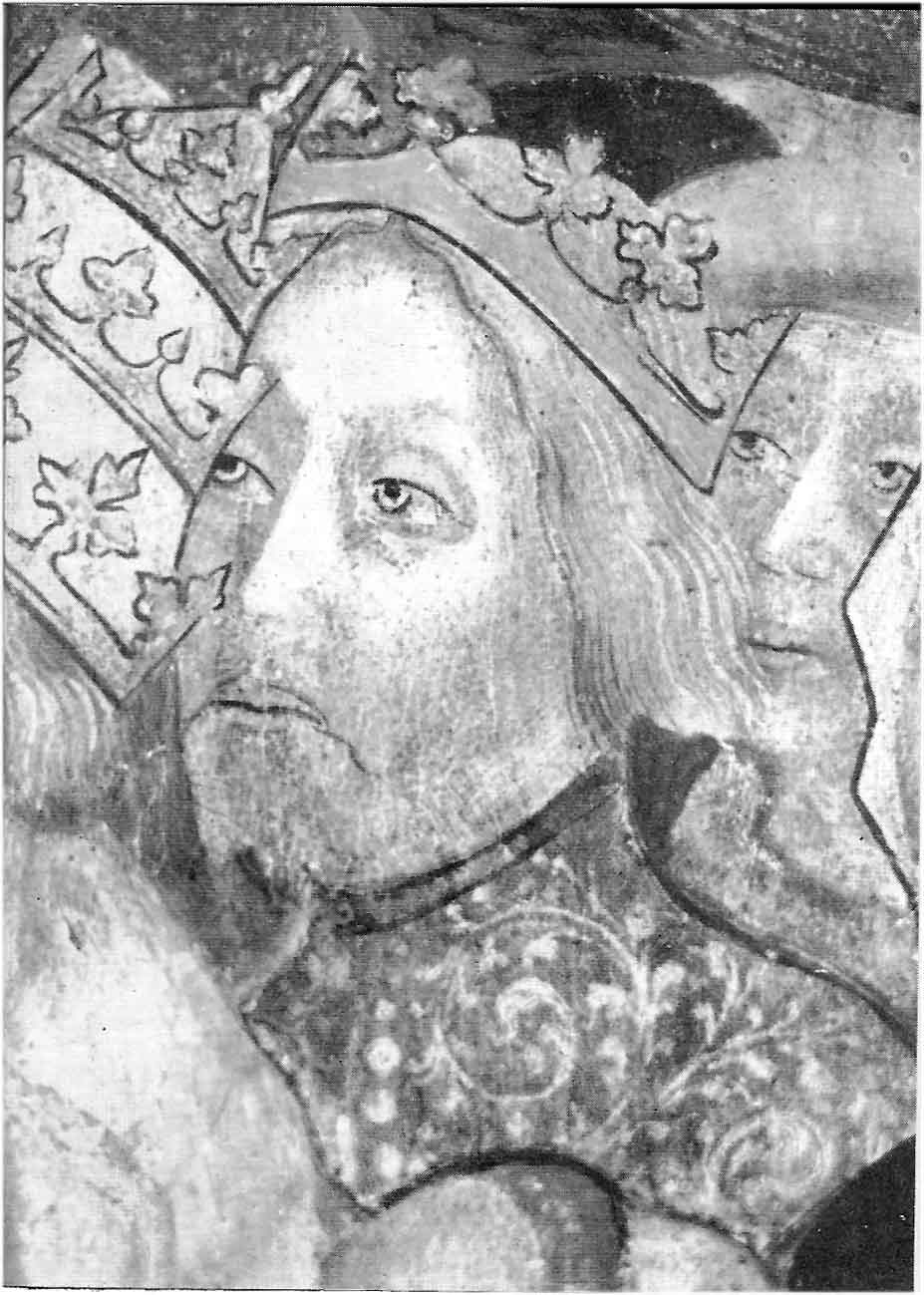
Suposat retrat de Jaume I, del retaule de la Mare de Déu de Gràcia (Francesc Comes. Museu de Mallorca). Vegeu retrat de Jaume I.

La crònica narra, de forma autobiogràfica, la vida i les gestes més importants del rei (sobretot les conquestes de Mallorca i València). La història comença amb el seu naixement el 1208 i finalitza amb la seva mort el 1276. El Conqueridor fou ben explícit a l'hora d'expressar la finalitat de les seves «memòries»: «E per tal que los hòmens coneguessen, quan hauríem passada aquesta vida mortal, ço que nós hauríem fet […] e per dar eximpli a tots los altres hòmens del món…».
El contingut de la crònica es podria dividir en quatre parts:
- Entre 1208 i 1228. S'explica un conjunt de petits conflictes durant la seva edat més tendra, mentre els templers s'ocupaven de la seva formació (l'engendrament gairebé miraculós de Jaume I, la mort de Pere I a Muret, el casament de Jaume amb Elionor de Castella, etc.).
- De 1229 a 1240. És la part més elaborada del Llibre dels fets: narra la conquesta de Mallorca. Seria el primer pas en el destí de la Corona d'Aragó. Posteriorment, arribaria la conquesta de València (1238). En el llibre s'intenta demostrar com tots aquests fets, el rei els pogué dur a terme perquè gaudia del favor diví.
- De 1240 a 1265. Els fets narrats són menys dinàmics. Narra els conflictes amb els sarraïns rebels de València.
- De 1265 a 1276. Torna el dinamisme i les narracions bel·licoses, altre cop contra els moros. Té lloc la conquesta de Múrcia. A part, hi ha molts episodis de política interna que pretenen justificar els seus actes. Els últims capítols, que narren la malaltia que desembocaria en la mort de Jaume I, foren redactats per alguna altra personalitat en voler incorporar la mort del monarca a la crònica.

## Datació
Segons Lluís Nicolau d'Olwer, la narració del Llibre dels fets es pot dividir en quatre blocs: (1) El naixement i els primers anys de Jaume I (1208–1228); (2) L'afer del comtat d'Urgell i les campanyes de conquesta dels regnes de Mallorca i València (1228–1240); (3) La conquesta del Regne de València, els problemes diplomàtics amb Castella i la revolta d'Alaçrac (1242–1265); (4) La conquesta del Regne de Múrcia, la croada fallida de 1269 i els problemes entre l'infant Pere i el seu germanastre Ferran Sanxis de Castre (1265–1276).
Per Nicolau d'Olwer, la redacció d'aquests quatre blocs es dividiria en dues etapes amb uns trenta anys de distància. La primera de les etapes seria pels volts de 1244 a Xàtiva durant una llarga estada del Rei i la segona pels volts 1274 a Barcelona on el rei va passar vuit mesos. La redacció en dues etapes explicaria per aquest autor les diferències d'estil entre el primer i el tercer bloc, i el segon i el quart. El fet que el primer i el tercer tinguin un estil de narració breu i deficient seria causat per la distància cronològica respecte al moment de redacció; mentre que els blocs dos i quatre tindrien una narració més detallada i completa a causa de la proximitat entre el moment dels fets amb la seva narració. Aquesta cronologia també explicaria que Marsili fes referència a documents en plural, ja que podrien correspondre a dos volums separats, sobre els quals tant el traductor, en llatí, com el copista, en català, haguessin fet pocs canvis, com palesa el contingut coincident d'ambdós.
Tanmateix, actualment aquesta teoria ha estat qüestionada per diversos autors com Josep Maria Pujol o Stefano Maria Cingolani que consideren que la redacció de l'obra no es va produir en dues etapes, sinó l'obra es va escriure tota durant els últims anys de Jaume I, en un moment en què el rei tenia una visió en perspectiva de tota la seva vida.
D'altra banda, la manca dels texts originals ha posat en dubte si pot ser considerada una obra del segle xiii o una reconstrucció del segle xiv. Tot i això, el mateix Pere Marsili diu que ordenà en llengua llatina i distribuí en capítols els textos que sobre els fets de Jaume I que es conservaven a l'arxiu reial, per tant, sabem que els textos ja existien i que estaven en llengua vulgar. Malgrat això, el prefaci permet interpretar que no es tractava d'un únic document i que la unificació en un sol llibre i la distribució per capítols potser és deguda a l'obra del dominicà. Per contra, no sabem si el manuscrit de Poblet era una còpia de l'original o d'una altra còpia. Així doncs, tot i la concordança quasi absoluta dels fets relatats, la versió catalana no pot ser traducció de Marsili, que està escrita en tercera persona, amb algun descuit de la primera, mentre que la versió catalana està escrita en primera, principalment usant el plural majestàtic «Nós», amb escadusseres intromissions del singular «jo». Aquesta darrera circumstància fa pràcticament impossible que la versió catalana derivi de Marsili, però en tot cas ambdós treballaren sobre un text, o texts, escrit en primera persona.

## Llengua i estil
El primer manuscrit que trobem de l'obra és la traducció al llatí de 1313 que Pere Marsili feu sota l'encàrrec de Jaume II. Aquest autor s'excusa als lectors del resultat de la traducció a causa de l'estil «no cultivat» i «rude» que presenta l'original. Això fa pensar que l'obra original fou dictada íntegrament per Jaume I i que, per tant, l'estil i l'organització no són propis d'un professional de l'escriptura. Algunes de les mostres d'aquesta oralitat poden ser aquest estil aspre o les frases mal construïdes i no prou ben organitzades. Així doncs, es tracta d'una narració en primera persona amb un narrador protagonista que empra el plural majestàtic Nós en la major part de la narració. De fet, es tracta de l'únic text historiogràfic medieval en primera persona, juntament amb la Crònica de Pere el Cerimoniós escrita a imitació del Llibre dels fets.
A la crònica es fa ús d'una llengua viva i espontània, amb un lèxic oriental i amb influència de l'aragonès. També s'empra la llengua pròpia de part dels personatges (català, aragonès, castellà, àrab, occità o francès), atès que l'obra té la voluntat de reflectir la realitat de contacte entre llengües en què visqué Jaume I. Els diàlegs en estil directe o estil reportat en totes aquestes llengües doten l'obra de realisme i versemblança.
Quant a la llengua de la Crònica de Jaume I, podem trobar-hi la coexistència de diverses variants formals derivades d'un mateix ètim. Això és una mostra que la llengua catalana està encara en un moment d'evolució fonètica i en procés de fixació d'una norma. Per exemple, coexisteixen en el text les formes vots, vou i veu, derivades del terme llatí voce, o diversos prefixos per un mateix verb com derrocar, enderrocar i esderrocar. Es tracta d'una variació habitual a l'època, atès que no serà fins a mitjan segle xiv que la Cancelleria Reial començaria a imposar un model de llengua.

## Còdexs i edicions
Ens han arribat diversos manuscrits del Llibre dels fets tant en català com en llatí. De fet, el manuscrit més antic i, per tant, més proper cronològicament al manuscrit original és el Liber gestorum, la traducció al llatí feta per Pere Marsili, encarregada per Jaume II, i publicat el 1313 durant el regnat de Pere III. Així doncs, el manuscrit original no s'ha conservat, tot i això, hi ha documentats un parell de còdexs anteriors a la traducció de Marsili que tampoc no s'han conservat. El manuscrit més antic conservat en català del Llibre dels fets és el manuscrit de Poblet (o ms. H) de 1343 i en total se'n conserven set còdexs de fins al segle xv, cinc del segle xiv i dos del segle xv.

### Crònica llatina de Pere Marsili (1313)
El testimoni més antic de la crònica data del 2 d'abril del 1313 és el Liber gestorum, la traducció llatina de fra Pere Marsili. El rei Jaume II d'Aragó encarregà a fra Pere Marsili la traducció al llatí del Llibre dels fets adequant-lo als estàndards estilístics d'una crònica de principis del segle xiv: «que els fets del seu gloriós avi (Jaume I) recollits en temps antics en un estil verídic, però vulgar, posats al dia i un cop traduïts al llatí un sol volum d'història i de crònica en la qual tota sèrie dels grans fets del rei son avi (siguin) teixits». Fra Pere Marsili finalitzà l'encàrrec reial el 2 d'abril del 1313, fent petició al rei que una còpia es destinés al convent dels frares Predicadors de Mallorca, d'on ell mateix provenia, per tal que fos llegida durant la Festa de l'Estendard: «a fi que quan se celebra el darrer dia de l'any la festa anual de la presa de la ciutat de Mallorca, per la glòria de Déu i la memòria digna de lloança perpètua del seu Príncep més afortunat, els frares que han de pregar en aquesta solemnitat, aquest dia, davant de tot el clergat i el poble, puguin recórrer a aquesta obra i puguin ser més plenament informats de la veritat dels fets». El lliurament oficial de la Cronice Illustrissimi Regis Aragonum domini Jacobi victorissimi principis va tenir lloc el 2 de juny del 1314 a l'església dels frares Predicadors de València.
L'obra de fra Marsili, segons els experts, en certes coses és més fidel als originals en català (avui perduts) atès que certs detalls del seu text no existeixen a les versions catalanes posteriors que devien ser copiades dels mateixos originals suprimint aquests detalls o explicant-los de forma menys precisa, mentre que altres són afegides pel traductor. Per tant, no es tracta d'una simple traducció al llatí, sinó que seguint les disposicions del rei, Marsili tractà d'adaptar-la als cànons de l'època. Així, episodis íntims narrats per Jaume I com l'inici de les seves relacions sexuals amb la reina Elionor de Castella foren censurats, les descripcions topogràfiques de Mallorca foren millorades i corregides, llegendes com el «Plant per la mort dels Montcada» hi foren afegides, i l'estil en primera persona del Llibre dels fets fou canviat per ser narrat en tercera persona. Tot i no ser gaire reeixida, l'obra de fra Pere Marsili destaca per la seva contribució al «Sermó de la conquesta» de la Festa de l'Estendard, on la lectura any rere any pels predicadors del «Plant per la mort dels Montcada» devia constituir un moment d'eloqüència sagrada. De la traducció llatina de fra Pere Marsili se'n conserven quatre manuscrits medievals i dues còpies manuscrites dels segles xvii i xix:
- U. Biblioteca de la Universitat de Barcelona (segle xiv, incomplet)
- M. Arxiu del Regne de Mallorca (segle xiv, només llibre II, en lletra gòtica i més luxós)
- P. Arxiu de la Catedral de Palma (segle xiv, només llibre II)
- C. Biblioteca de Catalunya (segle xvi, única còpia completa)
- A. Arxiu de la Corona d'Aragó (segle xvii, mal copiat, queda tallat a la meitat del cap. 33 del Llibre III)
- H. Reial Acadèmia de la Història (segle xix, P. Villanueva, tallat al capítol XLV de l'últim llibre)

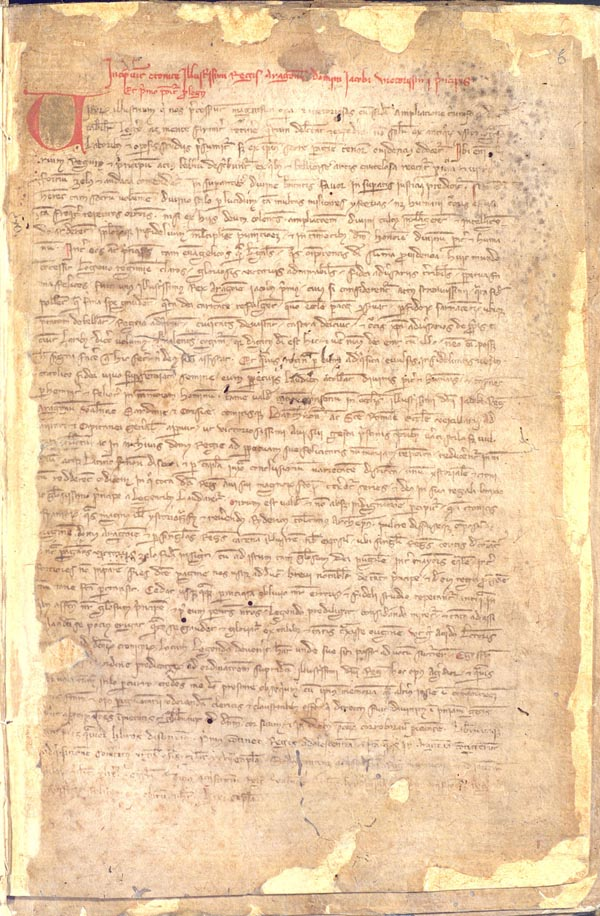
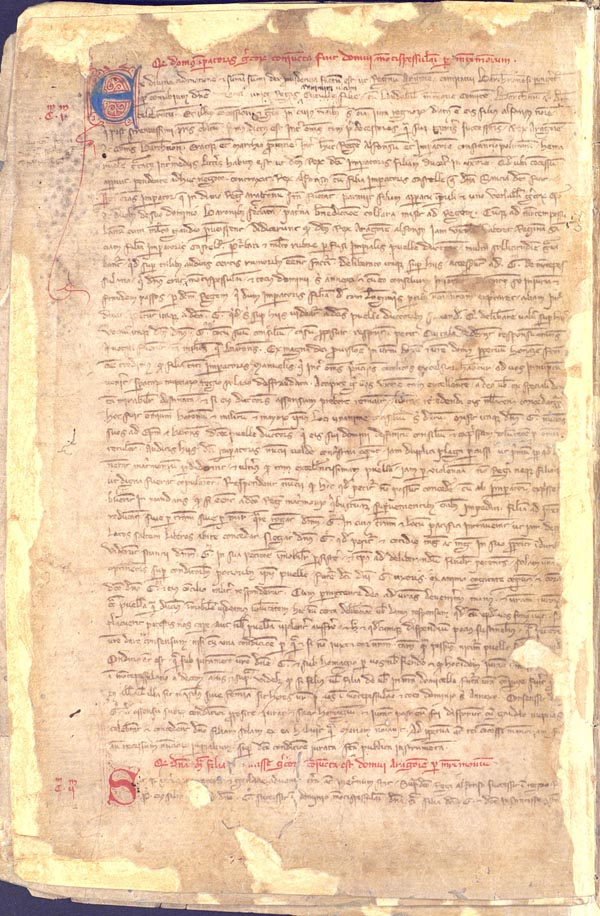

### Manuscrit de Poblet (1343)
El segon còdex data del 1343. És el còdex més antic que s'ha conservat en versió original en català, es coneix actualment amb la sigla H i està dipositat a la Biblioteca de la Universitat de Barcelona (Manuscrit Ms. 1). El manuscrit procedeix del Reial Monestir de Santa Maria de Poblet i és una còpia encarregada per l'abat de Poblet Ponç de Copons tal com constata el colofó del text: «Aquest libre feu escriure l'onrat en Ponç de Copons, per la gràcia de Déu, abbat de l'honrat monestir de Sancta Maria de Poblet, en lo qual monestir jau lo molt alt senyor En Jaume, aqueyl que aquest libre parla, dels feyts que feu ni li endevengueren en la sua vida»; el copista fou fra Celestí des Torrents, qui l'acabà la diada de Sant Lambert, el 17 de setembre, del 1343. El manuscrit original copiat procedia de la Cancelleria Reial i l'11 de novembre del 1343 encara no havia estat retornat, raó per la qual el rei Pere IV d'Aragó el Cerimoniós, envià una carta a l'abat reclamant la devolució de l'original. La còpia del monestir de Poblet, però, no fou una mera còpia sinó en ser elaborat per la lectura dels monjos es van produir molts canvis en el vocabulari per adaptar-lo al llenguatge dels lectors, així com s'ampliaren diversos capítols procedents d'altres obres que no existien en l'original oficial. El còdex és de pergamí i es caracteritza per una extremada cura en l'elaboració; la riquesa del document es palesa en l'orla que acompanya l'escriptura dels primers fulls feta a base de motius vegetals, en les caplletres il·luminades i en una miniatura al f. 27. Les guardes originals es varen perdre i fou relligat posteriorment. En una de les guardes hi ha escrit «Cròniques del Sant Rey en Jaume de bona memòria». Al final del volum, enganxat a la coberta, hi ha un altre escrit que al·ludeix a la visita que l'any 1585 realitzà el rei Felip II de Castella al monestir de Poblet, qui n'encarregà una còpia per a la Real Biblioteca de San Lorenzo de El Escorial.

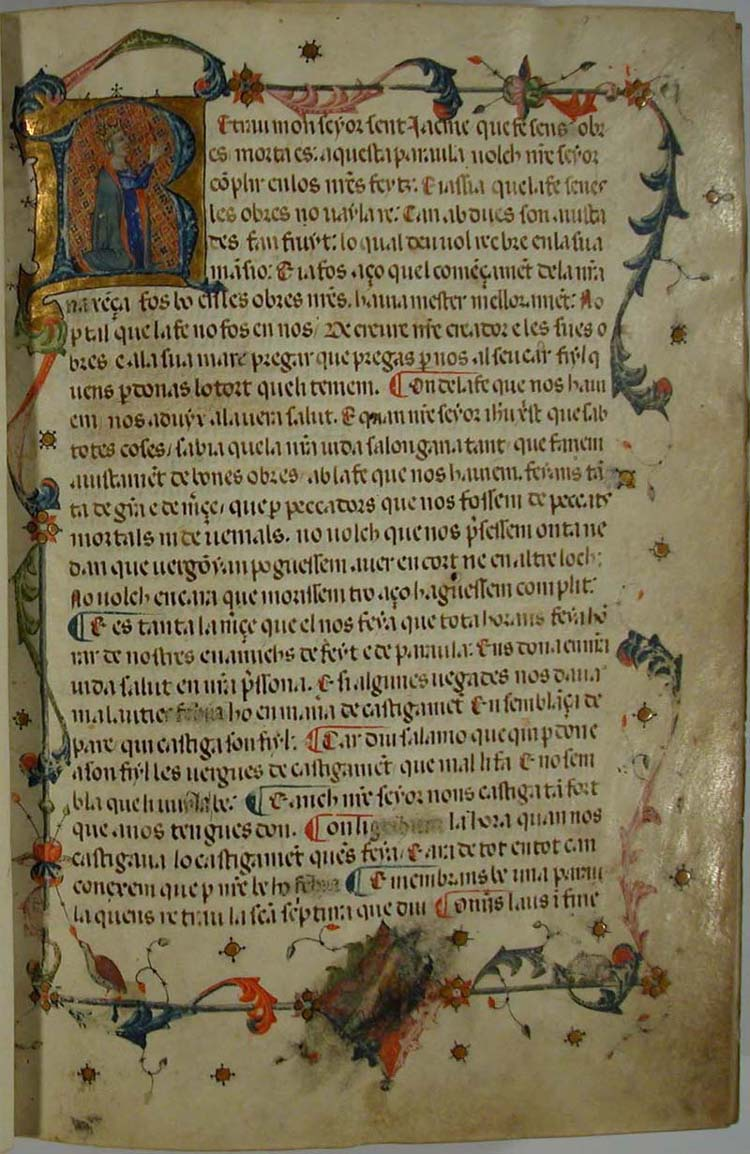
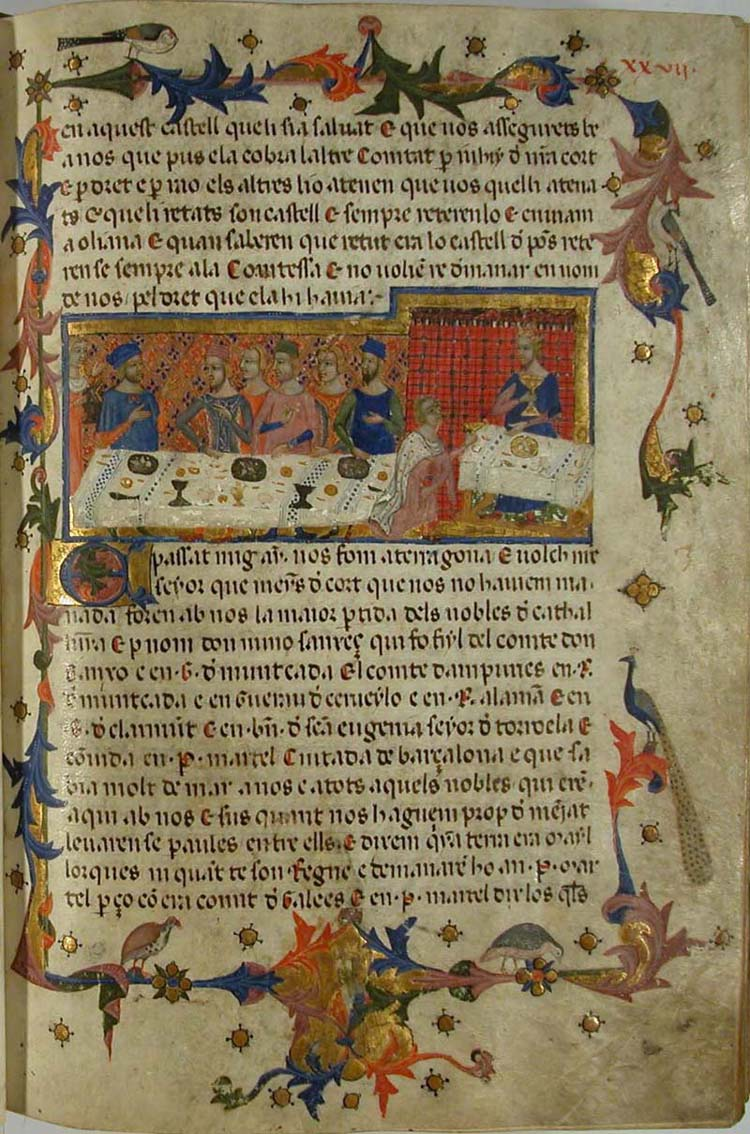
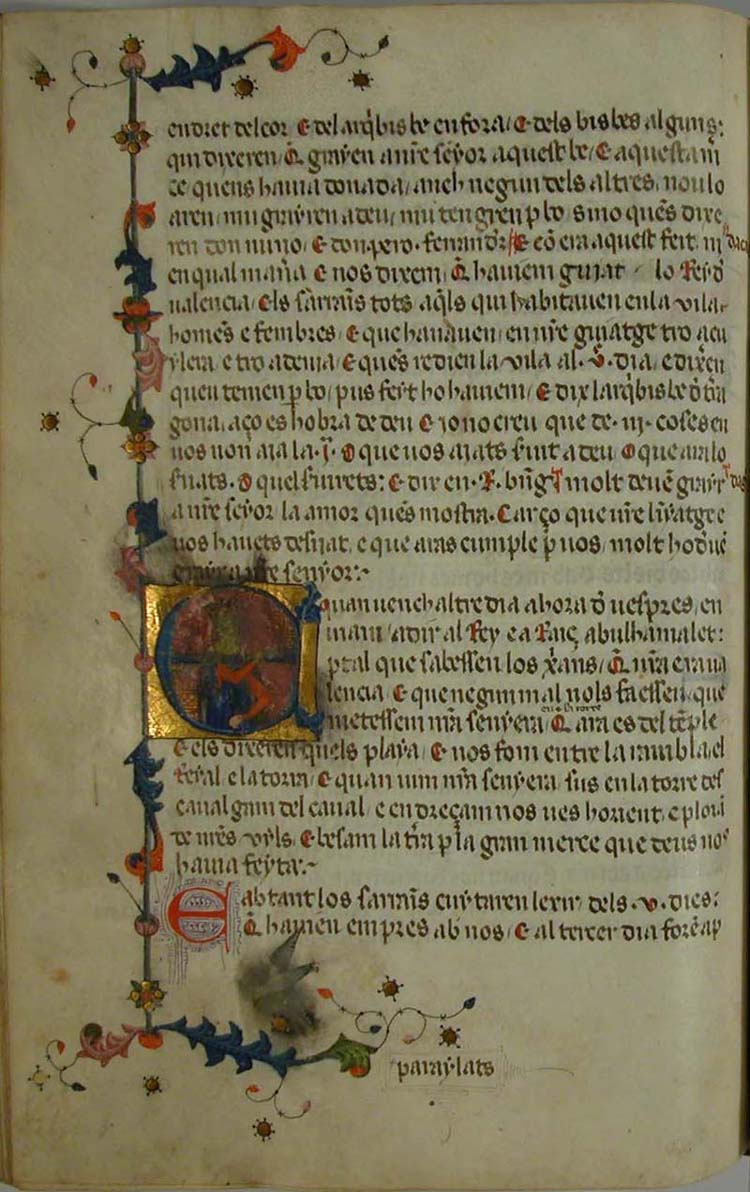
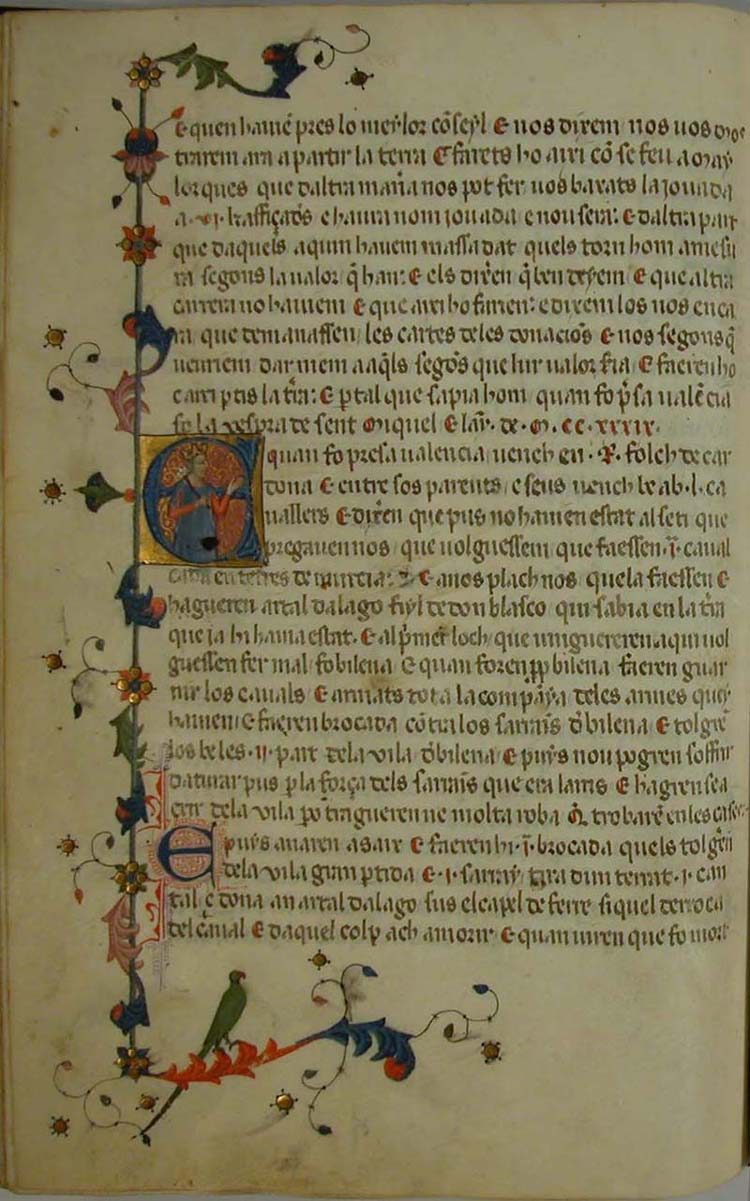

- «Retrau mon senyor Sant Jaume que Fe sense Obres morta es»
- Conquesta de Mallorca
Única miniatura que il·lumina el còdex, representant el Sopar de Tarragona on Jaume I d'Aragó, Pere Martell, Nunó Sanç, Guillem II de Montcada, Hug IV d'Empúries i d'altres decidiren conquerir l'illa
- Conquesta de València:
«E quan vim nostra senyera sus en la torre descavalgam del cavall e endreçamnos vers horient e ploram de nostres uyls e besam la terra per la gran merce que Deus nos havia feyta»
- «E per tal que sapia hom quan fo presa Valencia fo la vespra de sent Miquel e lany de MCCXXXIX»[17]

### Manuscrit de 1380 (català)
El tercer còdex data del 1380 i és una còpia oficial en la qual no apareixen ni els capítols afegits ni les adaptacions lingüístiques que es feren en la còpia del monestir de Poblet. Es coneix actualment amb la sigla C i està dipositat a la Biblioteca de Catalunya (Manuscrit Ms. 1734). El manuscrit procedeix de la Cancelleria Reial del rei Pere IV d'Aragó, el Cerimoniós, qui manà fer-ne una còpia a un dels seus curials, l'aragonès Johan de Barbastro. La còpia es va finalitzar el 1380 tal com registrà en el colofó del llibre: «Mandato serenissimi domini petri dei gratir regis Aragonum valentiae, Majoricarum, cardinieae et Corsicae, Comitisque Barchinonae, Rossilionis et Ceritaniae […] Ego Iohannes de Barbastro de scribania predicti domini Regis Aragonum, oriundus Cesaraugustae scripsi Ciuitate Barchinonae Anno a Nativitate Dmi. Mo. CCCo. octuagesimo scripsi». El còdex està escrit en lletra gòtica cancelleresca, també en pergamí, a doble columna, amb una luxosa caplletra inicial i d'altres caplletres també il·luminades en roig i blau. L'obra va encapçalada per un pròleg: «Aquest es lo començament del prolech sobre el libre que feu el rey en Jacme per la gracia de Deu rey de Arago e de Mallorches e de Valencia, comte de Barchinona e d'Urgell e senyor de Muntpesler de tots los fets e de les gracies que Nostre Senyor li feu en la sua vida». El rellevant d'aquest còdex és que Johan de Barbastro no va fer una còpia del còdex de Poblet, sinó que va copiar un còdex oficial de la Cancelleria Reial, avui perdut. El fet és que el rei Pere el Cerimoniós va manar copiar el Llibre dels fets tres vegades, una per a la ciutat de València, una altra per a Barcelona i una altra per a Mallorca. El còdex de València es conservava a la ciutat fins que els jurats municipals el regalaren a Felip II de Castella, del de Barcelona tan sols en resta un foli, i el còdex de Johan de Barbastro que es conservava a Mallorca va acabar en mans del canonge Guillem Terrassa, qui el va regalar el 1778 als comtes d'Aiamans de Mallorca. Aquests el van conservar fins que el comte Marià Gual de Togores (1862–1933), malgastador compulsiu, va haver de vendre tots els seus béns de Mallorca. La majoria dels seus béns els va comprar el banquer Joan March, però el còdex fou adquirit pel bibliòfil català Isidre Bonsoms i Sicart (1849–1922); el 1948 la vídua d'aquest va donar el còdex a la Biblioteca de Catalunya.

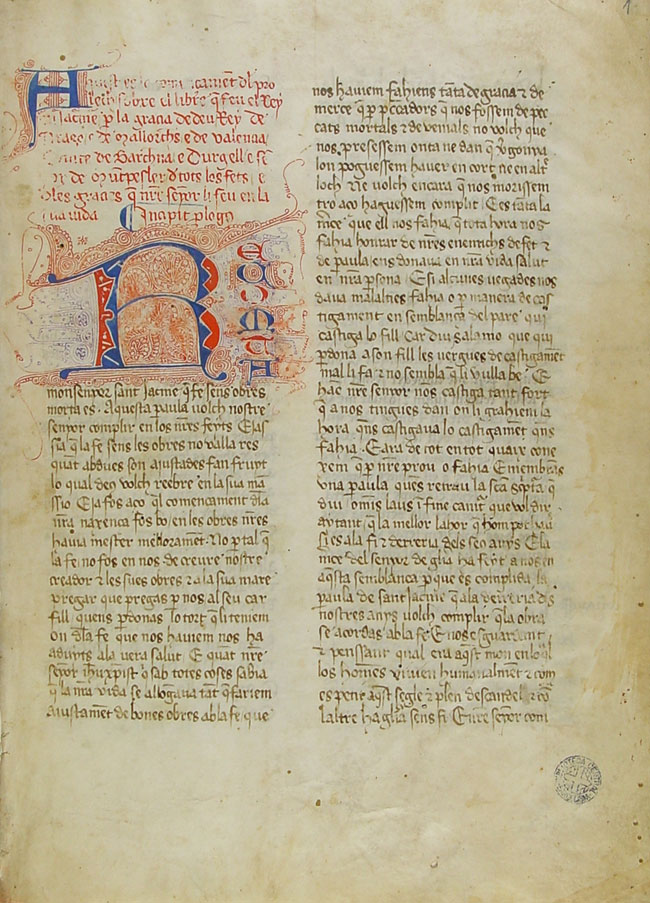
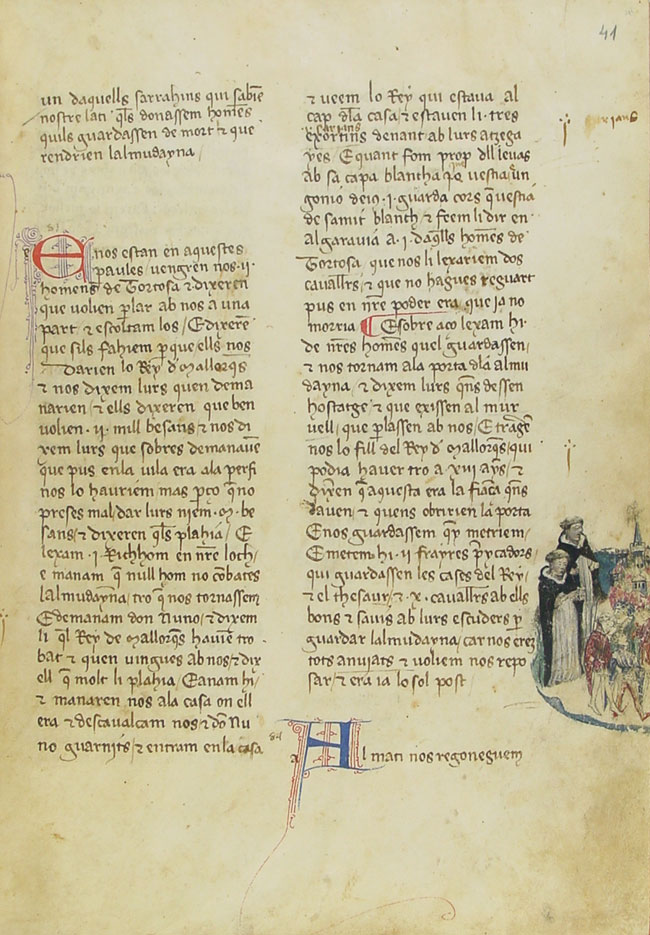
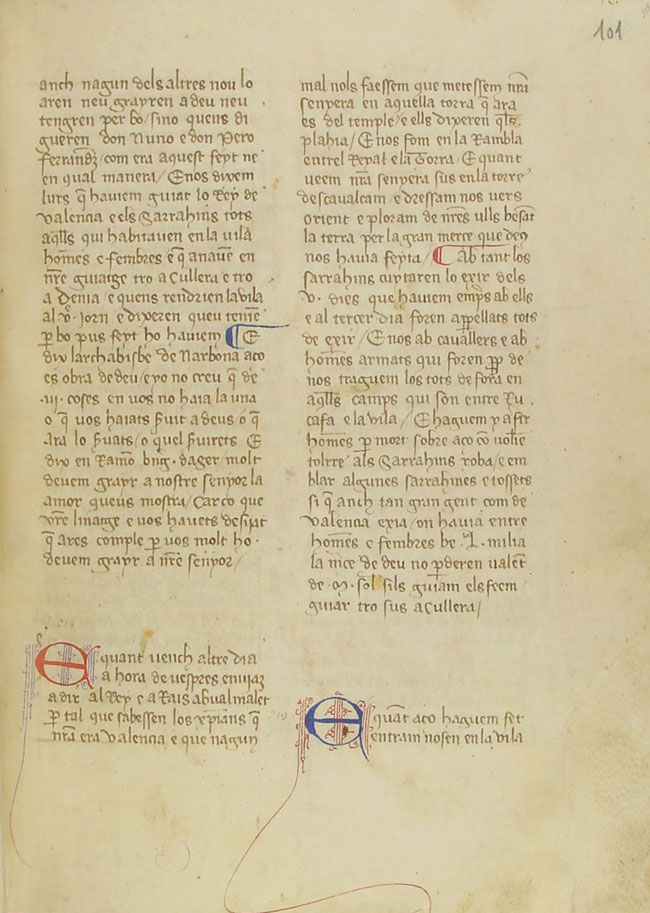
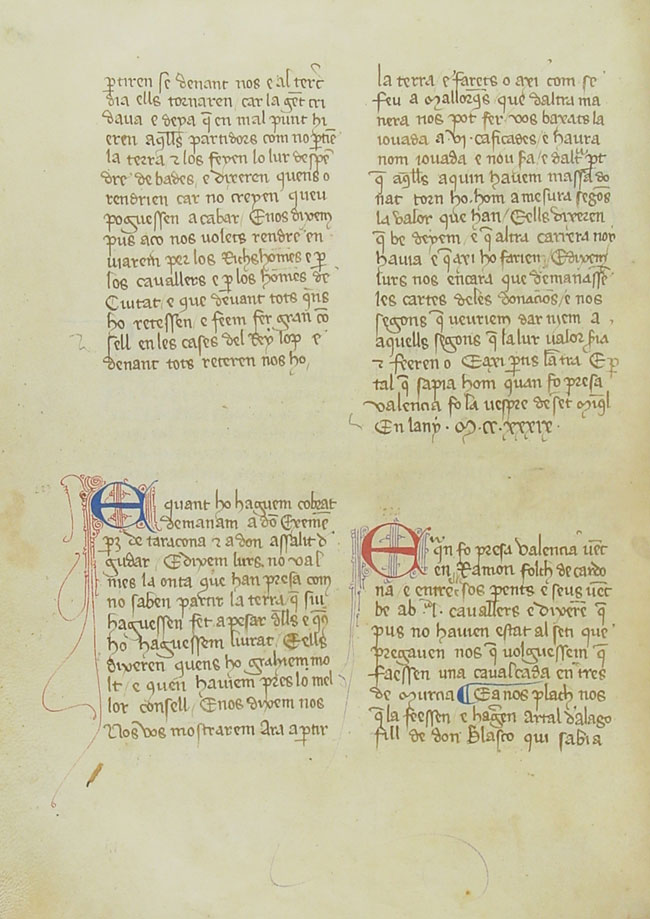

- «Recomta mon senyor Sant Jaume que Fe sense Obres morta es»
- El códex de 1380 conté dues miniatures. La primera, foli 41r, representa els dominics fra Miguel Fabra i Berenguer de Castellbisbal; la segona, foli 33v,representa a fra Miguel Fabra amb un text a la mà
- Conquesta de València:
«E quan veem nostra senyera sus en la torre descavalgam e endreçam nos vers orient e ploram de nostres ulls besant la terra per la gran merce que Deus nos havia feyta»
- «E per tal que sapia hom quan fo presa Valencia fo la vespre de sent Miquel En lany MCCXXXIX»[17]

### Primera edició impresa (1557)
De la resta de còdex destaca el designat amb la sigla D que serví de base per l'edició impresa encarregada pels jurats de la ciutat de València el 1557. El Llibre dels fets va ser editat per primera volta el segle xvi, coincidint amb un moment de gran reviscolament de la historiografia; aquesta primera edició fou encarregada i pagada pels Jurats de la ciutat de València, els quals, una vegada feta la impressió enviaren el còdex sigla D a Felip II de Castella, qui devia sentir una especial atracció pel Llibre dels fets de Jaume I, ja que també es va interessar pel còdex H del Monestir de Poblet.

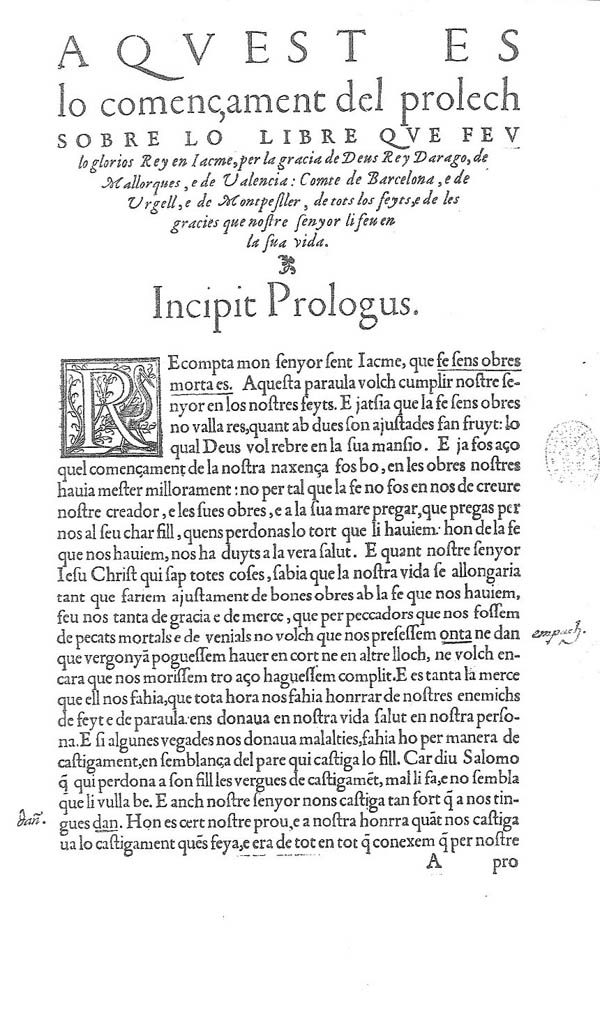
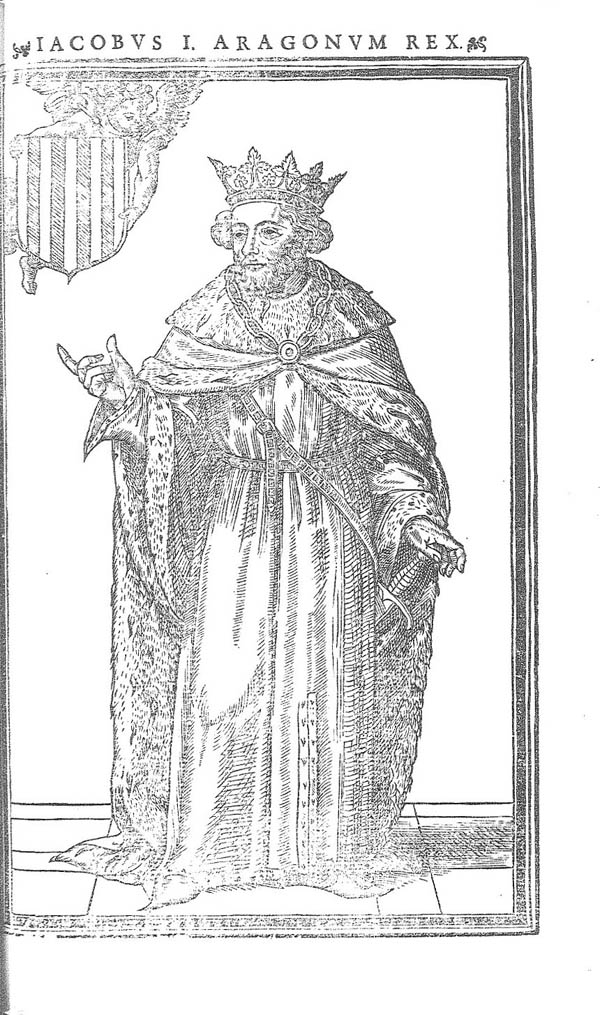
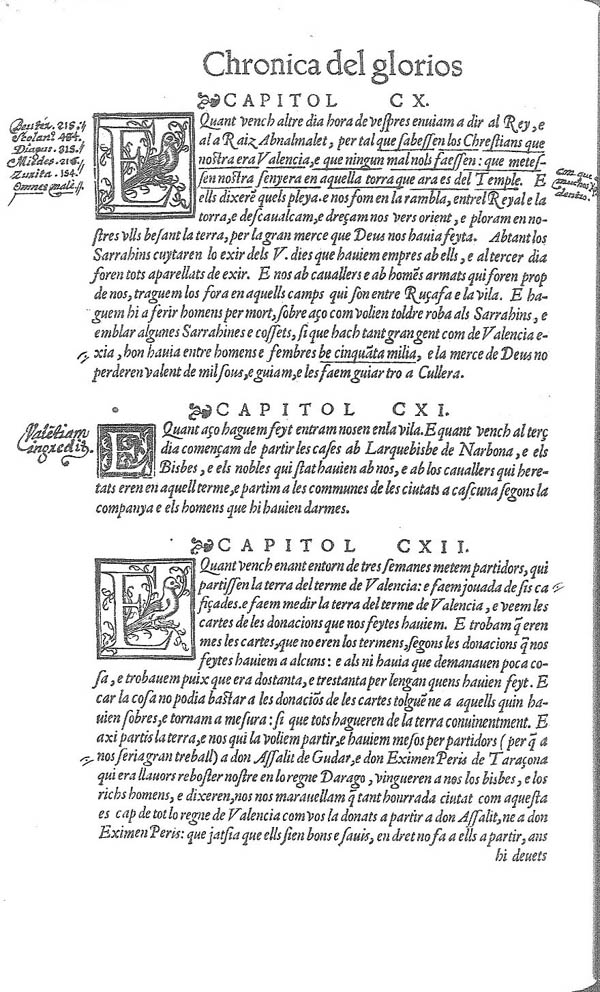
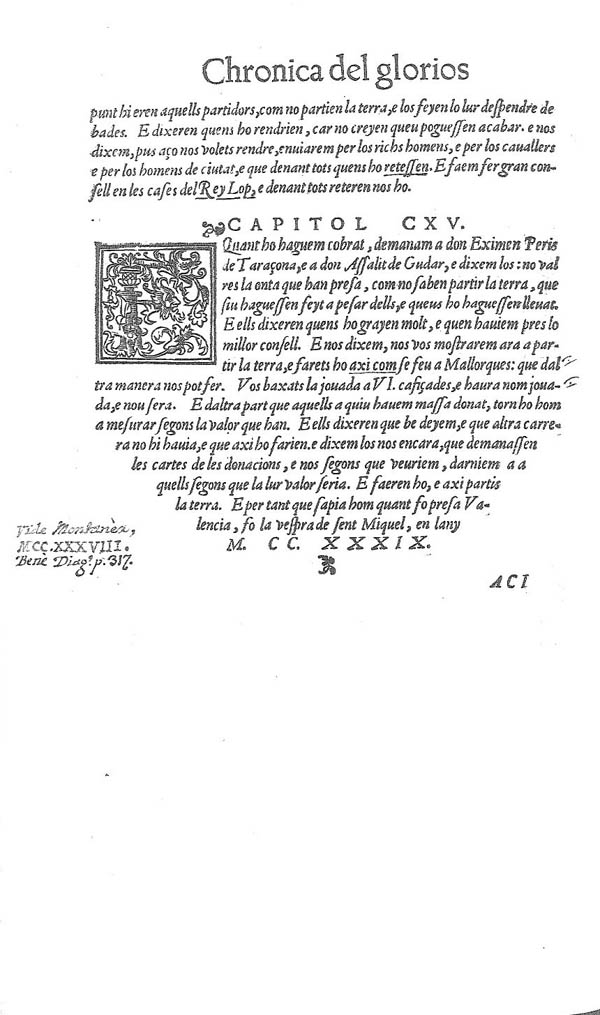

- «Recompte mon senyor Sent Jaume que Fe sens Obres morta es»
- Il·lustració de la 1a edició impresa que representa el
rei Jaume I d'Aragó
- Conquesta de València:
«e descavalcam, e dreçamnos vers orient, e ploram en nostres ulls besant la terra, per la gran merce que Deus nos havia feyta»
- «E per tan que sapia hom quan fo presa Valencia, fo la vespra de sent Miquel en lany MCCXXXIX»[18]

### Manuscrit de 1619 (català)
Un altre manuscrit, sigla N, es conserva a la Reial Acadèmia de la Història, i conté la singularitat que conté notes marginals atribuïdes a Jerónimo Zurita. El segle xvii es fan dues còpies del manuscrit de Poblet; la primera és coneguda amb la sigla L, i es conserva a l'Arxiu de la Corona d'Aragó, procedent del Convent de la Mercè. L'altra còpia de Poblet, sigla J, es va fer el 1619 i es conserva a la Biblioteca de la Universitat de Barcelona; l'autor d'aquesta còpia fou l'estudiant Jaume Ferrera, qui la va realitzar per manament del seu senyor, el sacerdot Jaume Ramon Vila, qui també va afegir-hi un pròleg. La singularitat d'aquest manuscrit rau en el fet que en el dit pròleg el sacerdot explica que n'encarregà la còpia per desmentir les falsedats que historiadors castellans llençaven contra els catalans; així mateix, indica que les dues miniatures són còpia fidel de les del manuscrit original copiat, però la segona miniatura no figura en el facsímil del còdex H, tot i que en el foli posterior del còdex hi han les marques de pintura del perdut foli 64.
- «Portada de la còpia manuscrita feta per l'estudiant Jaume Ferrera en manament del seu senyor, el sacerdot Jaume Ramon Vila»
- Còpia de la il·lustració del foli 26 que representa el Sopar de Tarragona
- Il·lustració del manuscrit de 1619, foli 64, que no apareix en el facsímil del còdex H
- «E per tal que sapia hom quan fo presa Valencia fo la vespre de sent Miquel e lany de MCCXXXIX»[17]

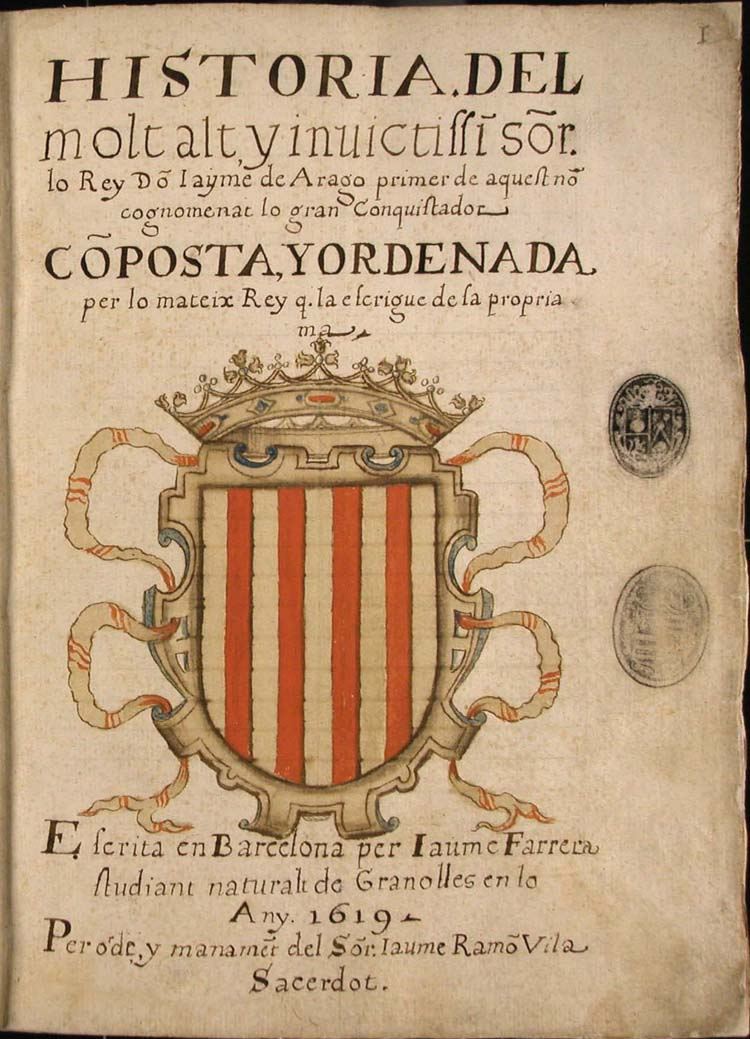
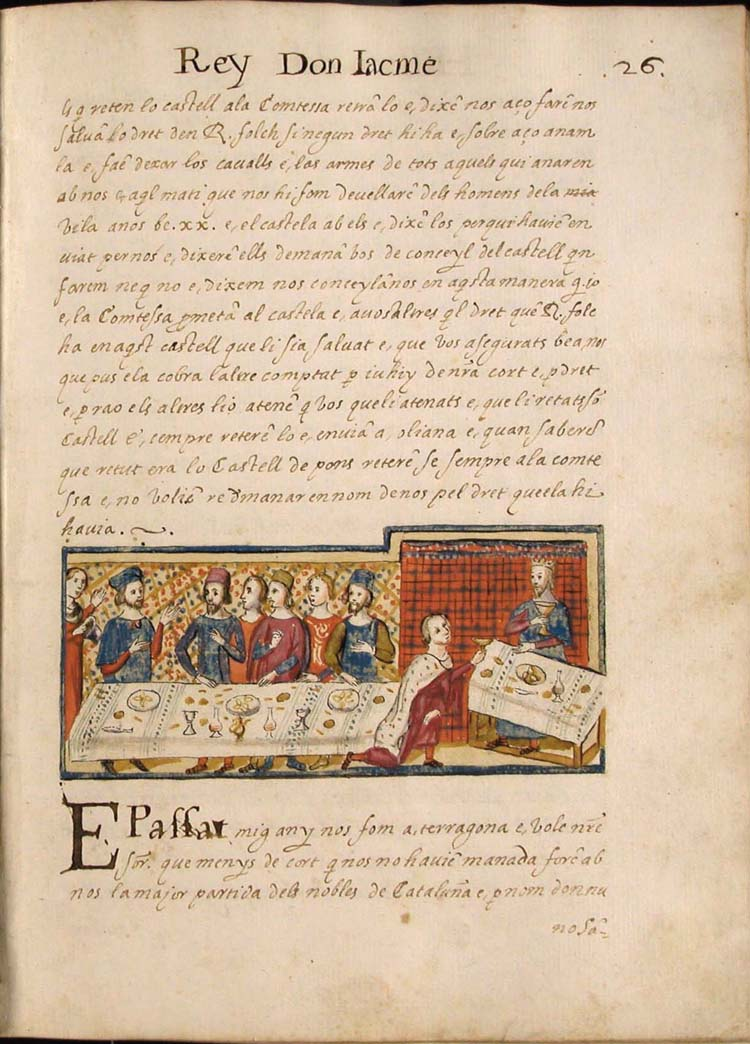
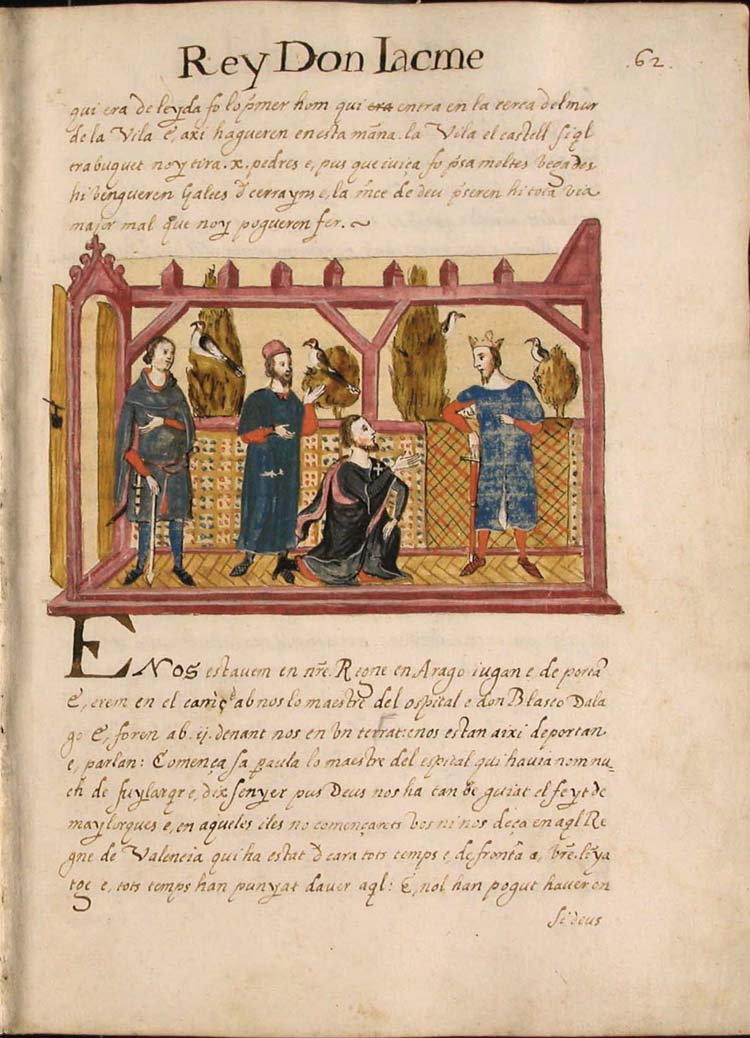
H
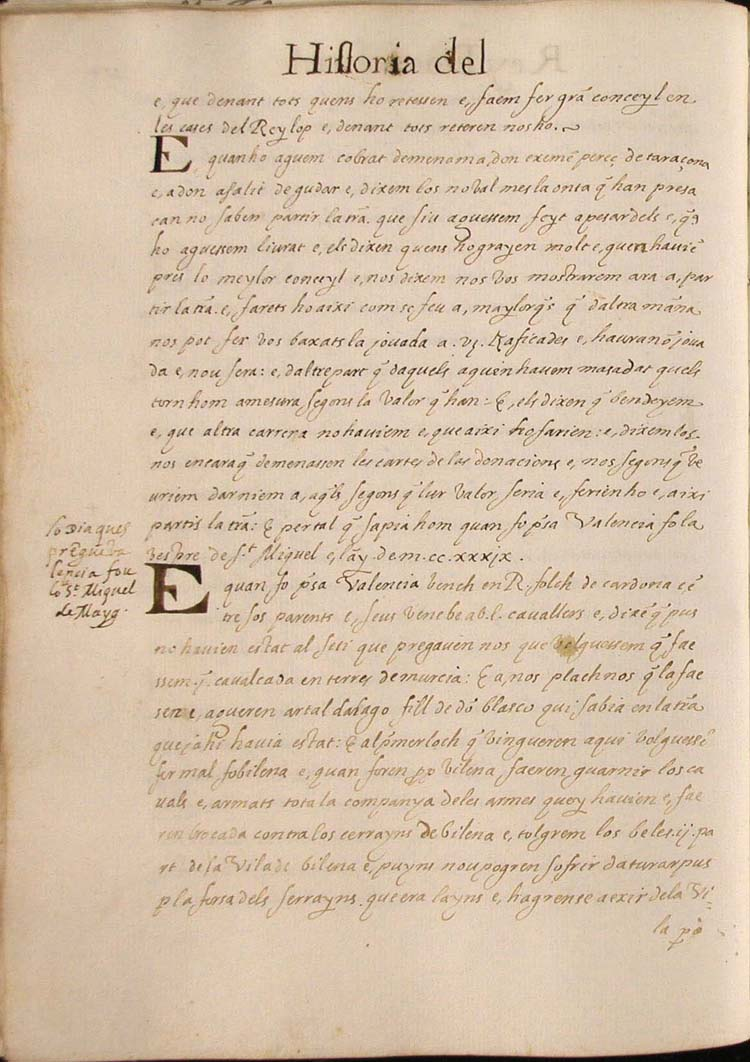

Hi ha una altra còpia del segle xvii a la Biblioteca Nacional d'Espanya, còpia del C, que va pertànyer a Felip V de Castella. També a la Biblioteca Nacional d'Espanya hi ha una còpia del segle xviii, atribuïda a Francisco Pérez Bayer, i que conté textos de diferents manuscrits de la Real Biblioteca de San Lorenzo de El Escorial.

### Manuscrits
- 1314: Barcelona, Biblioteca Universitària de Barcelona. Ms. 64. (traducció al llatí de Pere Marsili).
- 1343 (H): Barcelona, Biblioteca de la Universitat de Barcelona Ms. 1. (còdex de la versió original en català més antic que s'ha conservat, anomenat també còdex H o Còdex de Poblet).
- 1380 (C): Barcelona, Biblioteca de Catalunya Arxivat 2022-10-01 a Wayback Machine. Ms. 1734 (català).
- segle xiv: Palma, Arxiu del Regne de Mallorca, Còdex 30
- segle xv (F): El Escorial, Real Biblioteca de San Lorenzo de El Escorial. (Còdex fragmentat)
- segle xv (D): Madrid, Biblioteca del Palau Reial
- segle xvi (E): Madrid, Biblioteca Nacional de España. Ms. 10121.
- segle xvi (N): Madrid, Real Academia de la Historia. ms. 9-4769.
- 1619 (J): Barcelona, Biblioteca de la Universitat de Barcelona. Ms. 69.
- segle xvii (L): Barcelona, Arxiu de la Corona d'Aragó, Ms. 41
- segle xvii: Madrid, Biblioteca Nacional de España, Ms. 893
- segle xviii: Madrid, Biblioteca Nacional de España, Ms. 3208

### Edicions íntegres
- 1557. València, Vídua de Joan Mey Flandro: Chronica, o commentari del gloriosissim e invictissim Rey en Iacme (edició facsímil en 2006; Editorial Base)[19]

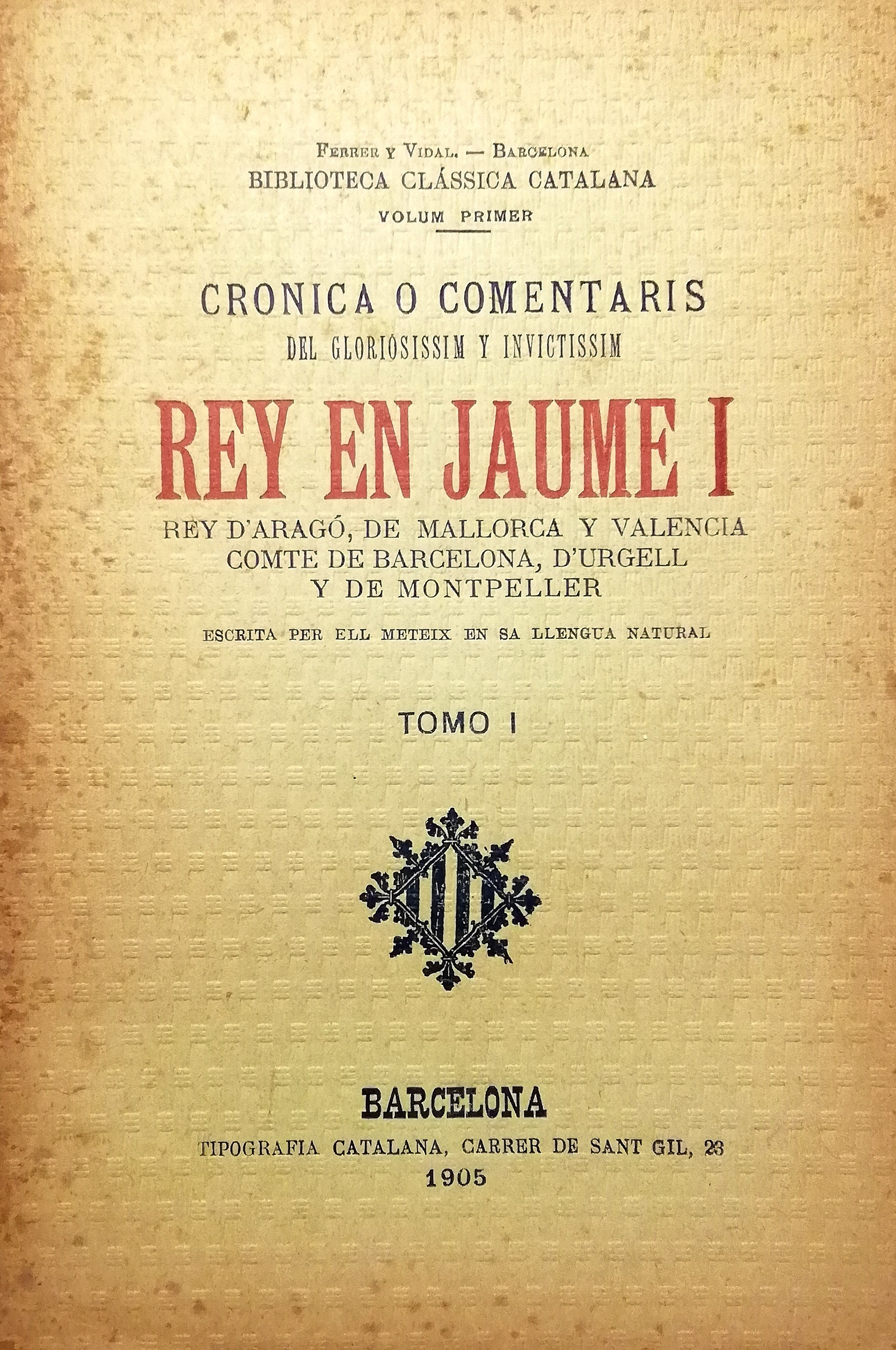
El Llibre dels fets de Jaume el Conqueridor en la reedició publicada l'any 1905

- El Llibre dels fets de Jaume el Conqueridor en la reedició publicada l'any 19051873. Barcelona. Chronica o comentaris del gloriosissim e invictissim Rey en Jacme primer, Rey Darago, de Mallorques e de Valencia, Compte de Barcelona e de Montpesler Arxivat 2009-03-06 a Wayback Machine., a cura de Marià Aguiló i Fuster (reeditat en 1905)
- 1926–1962 (9 volums). Barcelona, Barcino (col·lecció popular Barcino): Crònica, a cura de Josep Maria de Casacuberta.
- 1960. Barcelona, Editorial Barcino: Llibre dels fets (català medieval i català estàndard)
- 1971. Barcelona, Editorial Selecta: Les Quatre grans cròniques: Jaume I, Bernat Desclot, Ramon Muntaner, Pere III, a cura de Ferran Soldevila. (Reeditat el 1972 i 1982, Edicions 62; Crònica o Llibre dels fets; reedició de 2007, IEC; Llibre dels feits del rei En Jaume)
- 1972. Barcelona, Universitat de Barcelona: Libre dels feyts del Rey En Jacme, a cura de Martí de Riquer (edició facsímil del còdex de 1343 (H))
- 1991. Barcelona, Editorial Barcino: Les quatre grans Cròniques. I - Llibre dels feits del rei en Jaume, a cura de Jordi Bruguera (edició crítica en dos volums, reeditat en 2005)
- 1991. Barcelona, Editorial Teide: Llibre dels fets, a cura de Josep M. Pujol (Reeditat en 1994, 1997 i 2003)
- 1995. Barcelona i Catarroja, Editorial Afers: Llibre dels fets de Jaume I, a cura d'Antoni Ferrando i Vicent Josep Escartí; toponímia: José Manuel Carrillo i Jordi Xavier Escartí. (Reeditat en 2005) (català estàndard)
- 2004. Barcelona, Editorial Proa: Llibre dels fets
- 2008. Barcelona, Editorial Proa. Ed. Proa: Llibre dels fets, a cura de Jordi Bruguera (català estàndard)
- 2008. Alzira, Editorial Bromera. Ed. Bromera: Llibre dels fets, a cura de Francesc Machirant (català estàndard; adreçada a estudiants de Batxillerat)
- 2008. Palma, Editorial Moll: Llibre dels fets, a cura de Josep Maria Pujol; Estudi: Agnès i Robert Vinas (Edició crítica amb 200 il·lustracions a color, 16 mapes, 37 quadres complementaris i 4 arbres genealògics) (català estàndard).